# 义兴镇 (剑阁县)
义兴乡，是中华人民共和国四川省广元市剑阁县下辖的一个乡镇级行政单位。2020年5月，撤销义兴乡，设立义兴镇，以原义兴乡，原高池乡大营村和原凉山乡甘水村、珠珍村所属行政区域为义兴镇的行政区域。

## 行政区划
义兴乡下辖以下地区：
新星社区、工农村、劳动村、沙河村、土垭村、双流村、红星村和宫堂村。